# Vladimir Dělba
Vladimir Dělba, též Vladimir Valerjevič Dělba (abchazsky: Владимир Валери-иԥа Делба; nar. 26. září 1974) je abchazský politik, který v roce 2014 následkem masových protivládních protestů zastával funkci úřadujícího premiéra Abcházie. Předtím zastával ve vládě prezidenta Aleksandra Ankvaba posty ministra financí a místopředsedy vlády.

## Biografie
Dělba vystudoval na Abchazské státní univerzitě účetnictví a audit, dále se vzdělával i na Lomonosovově univerzitě v Moskvě. Poté začal pracovat na abchazském ministerstvu financí.
Od 10. října 2011 až do 8. dubna 2015 zastával pozici ministra financí Republiky Abcházie. V polovině roku 2014 došlo k masovým protivládních protestům obyvatel, které vedly ke konci prezidenta Aleksandra Ankvaba a jeho premiéra Leonida Lakerbaji. 2. června 2014 byl dočasným prezidentem Valerijem Bganbou pověřen výkonem funkce premiéra země až do předčasných prezidentských voleb. Ve funkci premiéra, kterou vykonával současně s funkcí ministra financí, skončil 29. září 2014, kdy byla jmenována nová řádná vláda.
Po skončení svého politického angažmá se stal prorektorem Abchazské státní univerzity pro ekonomiku a mezinárodní záležitosti.
Jakmile se v roce 2020 stal prezidentem Abcházie Aslan Bžanija, vybral si Dělbu do své vlády na pozice ministra financí a místopředsedy vlády. Jmenován byl 28. dubna toho roku. Dne 11. ledna 2021 ho prezident Bžanija dekretem pověřil výkonem premiérských pravomocí kvůli komplikacím při léčbě nákazy Covidu-19 u premiéra Aleksandra Ankvaba, jenž byl s nákazou o několik dnů dříve hospitalizován a nakonec transportován na speciální kliniku do Moskvy.